# Гамелен, Фердинанд Альфонс
Фердина́нд Альфо́нс Гамеле́н (фр. Ferdinand Alphonse Hamelin; 2 сентября 1796 — 10 января 1864) — французский военный и государственный деятель, адмирал Франции (2 декабря 1854), участник Крымской войны, морской министр Франции. Племянник знаменитого французского капера адмирала Жака Гамелена.

## Биография
Фердинанд Альфонс Гамелен родился 2 сентября 1796 года во французском городке Пон-л’Эвек.
С одиннадцати лет начал плавать юнгой с дядей на фрегате «Venus», участвуя во всех сражениях в Ост-Индских водах, в том числе и при Гран-Порте в 1810 году; в последнем сражении был захвачен в плен. По возвращении во Францию в 1812 году получил первый офицерский чин. Тогда же Гамелен принял участие в экспедиции у устьям Шельды, через 2 года он крейсировал у берегов Испании и снова попал в плен к англичанам, из которого был освобождён только с окончательным падением Наполеона.

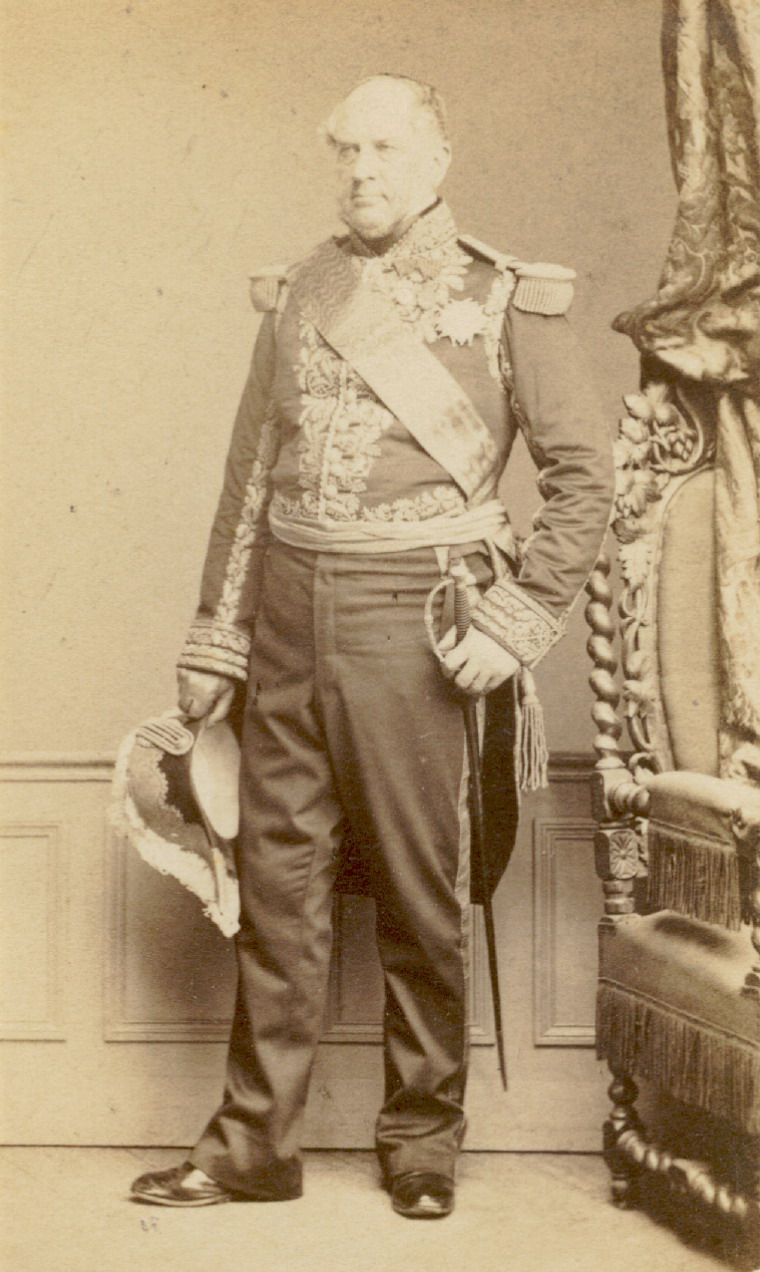
Адмирал Гамелен

В 1824—1825 годах Гамелен находился в плавании в Вест-Индии. В 1825 году принимал участие в войне за освобождение Греции.
После карательной экспедиции против алжирских пиратов в 1827 году Гамелен за отличие был произведён в капитаны 2-го ранга и назначен командиром фрегата «Calypso», с которым принял участие в экспедиции маршала Бурмона в Алжир.
В 1832—1835 годах Гамелен, командуя фрегатом «Favorite», совершил несколько плаваний в Ост-Индию, на Мадагаскар и Антильские острова.
В 1841 году он получает орден Почётного легиона; 21 августа 1842 года был произведён в контр-адмиралы и назначен младшим флагманом и начальником штаба в Тулонскую эскадру, а в 1844 году — командующим эскадрой Тихого океана, где занятием Маркизских островов нанёс существенный ущерб английской торговле.
7 июля 1848 года Гамелен был произведён в вице-адмиралы и в августе 1849 года назначен военным губернатором Тулонского порта и командующим Тулонской эскадрой, где проявил себя блестящим администратором.
Назначенный в июле 1853 года начальником эскадры Чёрного моря, Гамелен бомбардировал Одессу, Керчь, блокировал гирла Дуная и командовал десантной высадкой англо-французских войск под Евпаторией. Во время бомбардировки Севастополя 17 октября 1854 года Гамелен едва не был убит снарядом с русской береговой батареи, разорвавшимся на его флагманском судне. 2 декабря того же года Гамелен был произведён в адмиралы Франции (чин равен маршалу Франции) и вскоре передал командование вице-адмиралу Брюа.
19 апреля 1855 года Гамелен был назначен морским министром, а 24 ноября 1860 года Великим канцлером ордена Почётного легиона.
Фердинанд Альфонс Гамелен умер 16 января 1864 года в Париже. Его именем названа улица во французской столице.